# Терехова (річка)
Терехова — річка в Україні, в Козятинському і Бердичівському районах Вінницької та Житомирської області. Ліва притока Гнилоп'яті (басейн Дніпра).

## Опис
Довжина 13 км, похил річки — 3,5 м/км. Формується з багатьох безіменних струмків та водойм. Площа басейну 31,7 км². Колишня назва Бистрик.

## Розташування
Бере початок на південно-східній строні від села Мала Клітинка. Тече переважно на північний схід через село Терехове. У селі Бистрик впадає у річку Гнилоп'ять, праву притоку Тетерева.